# مصلحة الإحصاء والتعداد
مصلحة الإحصاء والتعداد مؤسسة حديثة التكوين والتأسيس انشئت بموجب قرار مجلس الوزراء رقم (138) لسنة 2012م، والمصلحة تعتبر المصدر الرسمي للبيانات والمعلومات الإحصائية والمسئولة عن إنتاج وتحليل الإحصاءات الرسمية الديموغرافية والاجتماعية والاقتصادية والبيئية وغيرها من الإحصاءات المتعلقة بالدولة وبذلك فهي تلعب دوراً هاماً في السياسات التحتية الوطنية، وذلك بتوفير وتهيئة المعلومات والبيانات الإحصائية المطلوبة ذات نوعية جيدة لصياغة السياسات المعتمدة على الحقائق ويقوم بتنسيق التكامل والتناغم للإحصاءات المنتجة بواسطة جهات حكومية أخرى، وينسق أعمالة مع المنظمات الدولية والإقليمية فيما يتعلق بالمفاهيم والتعاريف الإحصائية.